# Szent István-szobor (Makó)

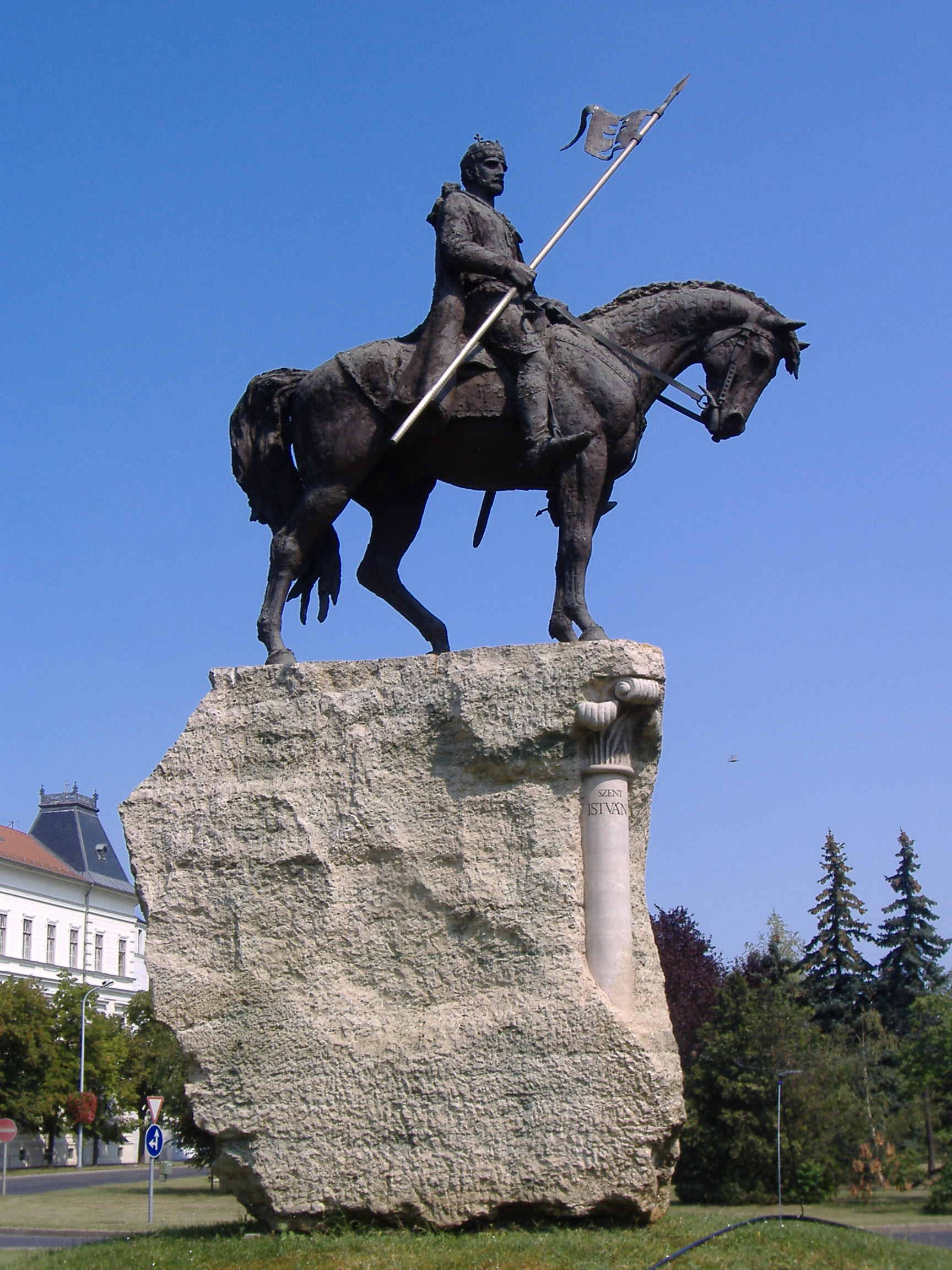
I. István lovas szobra

Szent István király makói lovas szobra a Belvárosban, a Csanád vezér téren található. Alkotói Kiss Jenő Ferenc és Györfi Lajos.
1999 júniusában kezdődött el a szoborállítás tervezése. Az alkotással a millennium és az államalapító király előtt akartak tisztelegni. A szobor helyének kérdése komoly vitát szült az egyház és az önkormányzat között. Az esperesi kerület azt szerette volna elérni, hogy a szobrot a Szent István téren állítsák föl, közel az első magyar királyról elnevezett templomhoz; a Buzás Péter polgármester által irányított városvezetés azonban határozatában a frekventáltabb városközponti területet jelölte ki erre a célra. A lovas szobrot 2000. augusztus 20-án avatták föl. Az alkotás nyers kőtömbön áll, amelybe oszlopot faragtak, jelképezve az uralkodó államalapítási tevékenységét. A ötnegyedes szobor maga bronzból készült. A kezében zászlós lándzsát tartó király alakja méltóságteljes és nyugodt, ellentétben a dinamikus megjelenésű lóval.